# 建德专区
建德专区，中华人民共和国浙江省已撤销的专区，在今浙江省西部。1949年置，专员公署驻建德县（今建德市），辖建德、寿昌、桐庐、淳安、遂安、分水6县。
1950年，撤销建德专区，将建德、淳安、寿昌、遂安4县划归金华专区；桐庐、分水2县划归临安专区。 
1954年，恢复建德专区，专署驻建德县。辖原由省直辖的新登、富阳2县；原属金华专区的建德、桐庐、寿昌、遂安、淳安、分水6县；原属嘉兴专区的昌化、於潜2县及原属衢州专区的开化县。建德专区辖11县。
1957年，原属嘉兴专区的临安、余杭2县划入建德专区。辖13县。
1958年，专区辖县调整如下：
1. 撤销於潜县，并入昌化县；
2. 撤销余杭县，并入临安县；
3. 撤销新登县、分水县，并入桐庐县；
4. 撤销寿昌县，并入建德县；
5. 撤销遂安县，并入淳安县。

调整后，建德专区辖7县。同年，撤销建德专区，将富阳县划归杭州市；临安、昌化2县划归嘉兴专区；建德、桐庐、开化、淳安4县划归金华专区。